# Musée des monnaies, médailles et antiques

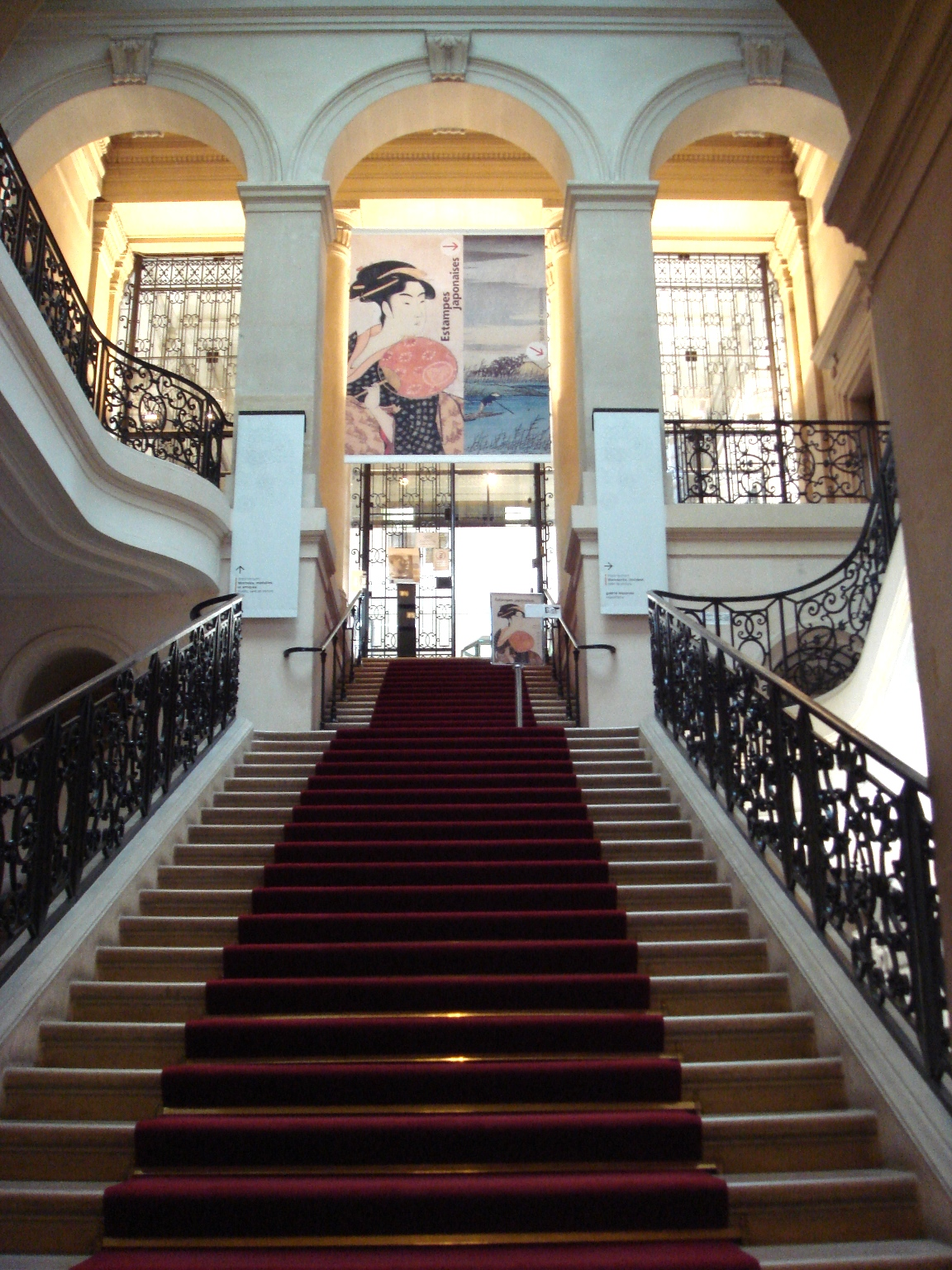
Ingresso del Cabinet des Médailles.

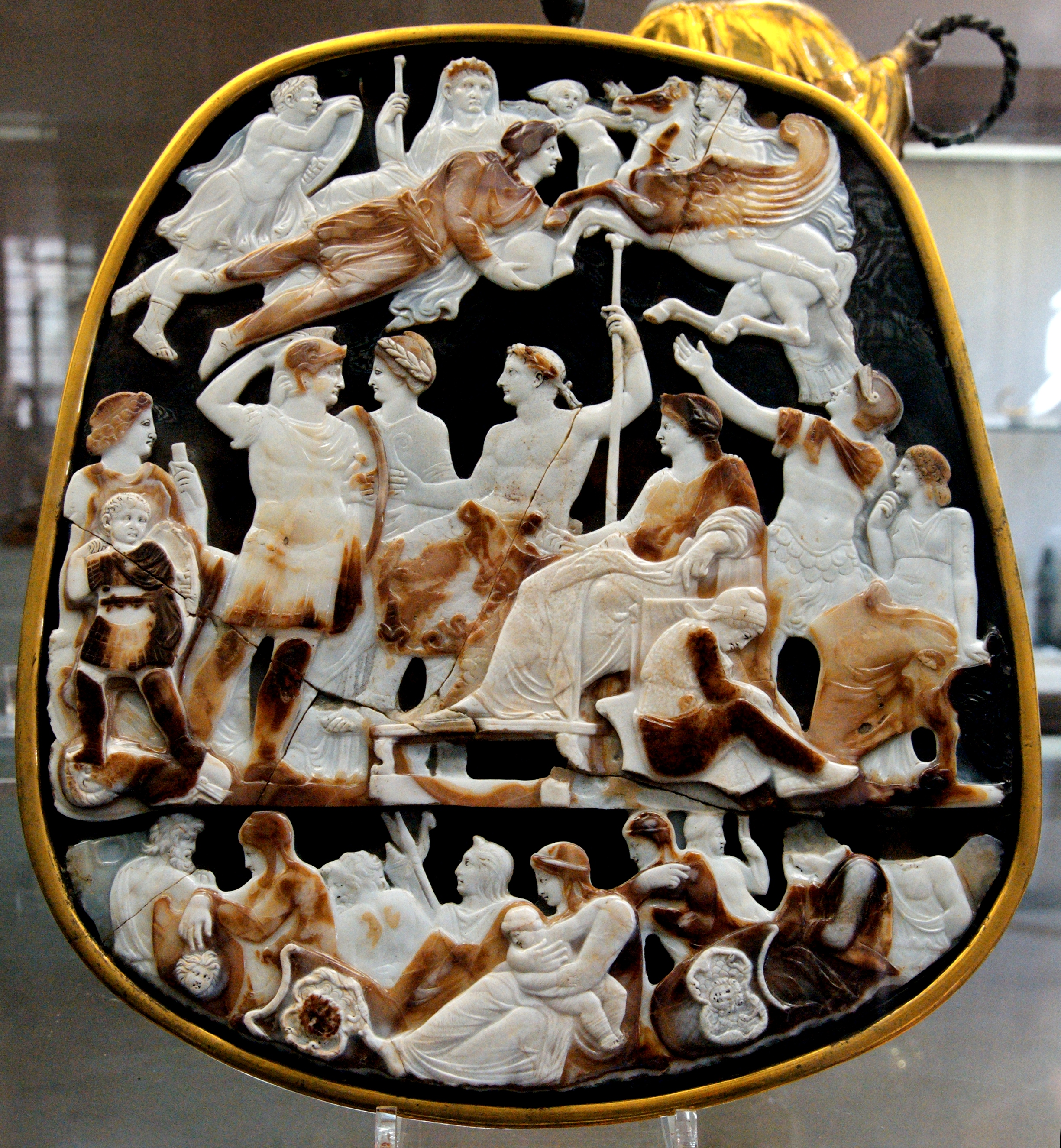
Gran Cammeo di Francia, opera romana del 23 d.C. circa.

Il Musée des monnaies, médailles et antiques, parte del dipartimento delle monete, medaglie e antichità della Biblioteca nazionale di Francia, è una delle più importanti raccolte al mondo di numismatica, medaglistica, glittica e antichità. Prima del riordino era conosciuto coi nomi di Cabinet des Médailles ("Gabinetto delle medaglie") e  Cabinet de France ("Gabinetto di Francia"). È situato in rue Vivienne 5 a Parigi.

## Storia e patrimonio
Il Cabinet ospita manoscritti, gioielli e medaglie raccolti dai re di Francia dopo il Medioevo, costituito per piacere ma anche come riserva metallica di sicurezza. Allo scoppio delle guerre di religione francesi, re Carlo IX (1560-1574) creò l'ufficio di guardia particolare delle medaglie e antichità del re per proteggere il patrimonio della Corona. Questa collezione fu poi sempre arricchita, mutandosi da collezione privata del sovrano a proprietà nazionale, quando, durante la Rivoluzione francese, la collezione reale fu dichiarata bien national. In seguito vi furono diverse donazioni di rilievo, tra cui quella dell'archeologo Conte di Caylus, quella della collezione di monete greche del Duca di Luynes (1862), oltre all'inclusione del tesoro di Gourdon, nel 1846.

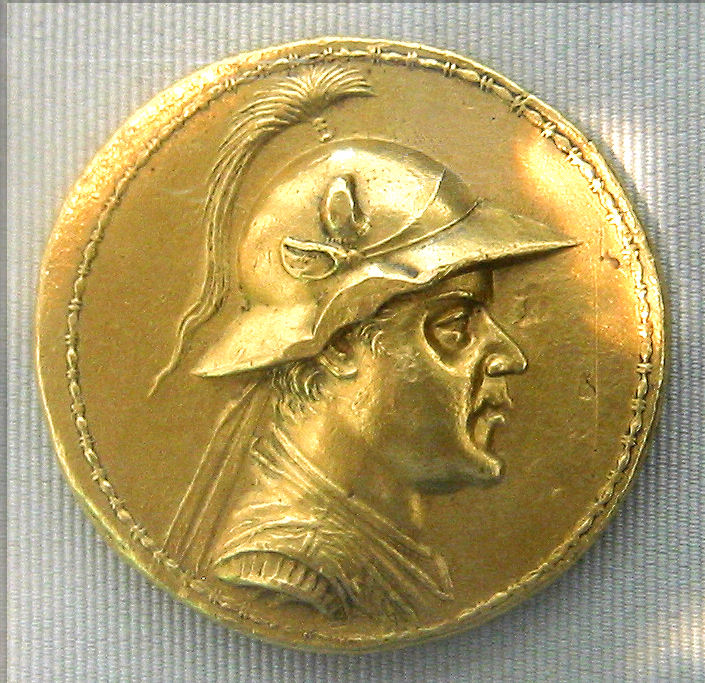
Moneta da 20 stateri d'oro di Eucratide I (175-150 a.C.), la moneta d'oro più grande che sia stata coniata nell'Antichità, pesa 169,2 g ed ha un diametro di 58 mm. Fu originariamente trovata in Bukhara e poi acquistata da Napoleone III, per essere conservata al Cabinet des Médailles.

Il suo vero sviluppo si ebbe con re Luigi XIV, che arricchì le collezioni del gabinetto delle curiosità dello zio Gastone d'Orléans. Dal 1658, il re chiese anche agli stampatori di dare al Cabinet un esemplare di ogni pubblicazione. Dal Louvre fece trasferire il Cabinet rue Vivienne' nella Biblioteca del re nel 1666, e poi allo château di Versailles nel 1684. Attorno al 1720, il Cabinet tornò a Parigi nell'antico salone della marchesa de Lambert. L'architetto Robert de Cotte lo sistemò dal 1720 al 1740. Fu nel 1917 che fu collocato dove si trova oggi, al primo piano dell'edificio della rue Richelieu.
Enrico IV nominò Rascas de Bagarris "guardiano particolare delle medaglie e delle antichità del Re". Uno dei più importanti responsabili del Cabinet fu Théophile Marion Dumersan (1780-1846), che iniziò a lavorarvi nel 1795, protesse la collezione dalle mire degli Alleati dopo la sconfitta di Napoleone I, e pubblicò a proprie spese una storia della collezione e una sua descrizione, basata su principi storici, nel 1838.
Il Cabinet custodisce circa 60.000 esemplari di monete francesi (dal periodo gallico a oggi), 225.000 greche e romane, 55.000 del Vicino e dell'Estremo Oriente e 45.000 di monete straniere. Vi sono inoltre medaglie (93.000) e marche (20.000) dal Rinascimento a oggi e ancora cammei (20.000), ceramiche greche ed etrusche, avori della tarda antichità e dell'Impero bizantino, tra cui una serie di dittici consolari, vetri greci e romani, sculture egizie, greche e romane e argenterie sasanidi e islamici.

## Direttori del Gabinetto
- 1719-1754: Claude Gros de Boze;
- 1754-1795: Jean-Jacques Barthélemy;
- 1795-1799: André Barthélemy de Courcay;
- 1795-1818: Aubin-Louis Millin de Grandmaison;
- 1799-1830: Pascal François Joseph Gosselin;
- 1832-1840: Antoine Jean Letronne;
- 1818-1848: Désiré Raoul-Rochette;
- 1840-1859: Charles Lenormant;
- 1859-1890: Pierre Marie Anatole Chabouillet;
- 1890-1892: Henri Michel Lavoix;
- 1892-1924: Ernest Babelon;
- 1924-1937: Adolphe Dieudonné;
- 1937-1961: Jean Babelon;
- 1961-1975: Georges Le Rider;
- 1976-1987: Hélène Pierre-Nicolet;
- 1988-1990: Cécile Morrisson;
- dopo il 1991: Michel Amandry.